# ماثيو لكي
ماثيو ألان ليكي (بالإنجليزية: Mathew Allan Leckie)‏ (ولد في 4 فبراير 1990 في ملبورن) لاعب كرة قدم دولي أسترالي يلعب حاليا لصالح نادي إنغولستادت في مركز المهاجم منذ 2014.

## روابط خارجية
- ماثيو لكي على موقع الاتحاد الدولي (مؤرشف)  (الإنجليزية)
- ماثيو لكي على موقع إي إس بي إن إف سي (الإنجليزية)
- ماثيو لكي على موقع قاعدة بيانات كرة القدم.إي يو (الإنجليزية)
- ماثيو لكي على موقع بيانات كرة القدم. دي إي (الألمانية)
- ماثيو لكي على موقع ليكيب (الفرنسية)
- ماثيو لكي على موقع ناشيونال فوتبول تيمز (الإنجليزية)
- ماثيو لكي على موقع Soccerbase.com (لاعب) (الإنجليزية)
- ماثيو لكي على موقع Soccerway.com (الإنجليزية)
- ماثيو لكي على موقع عالم كرة القدم.نت (الإنجليزية)